# Phytomyptera zonella
Phytomyptera zonella är en tvåvingeart som först beskrevs av Zetterstedt 1844.  Phytomyptera zonella ingår i släktet Phytomyptera och familjen parasitflugor. Arten är reproducerande i Sverige. Inga underarter finns listade i Catalogue of Life.

## Bildgalleri

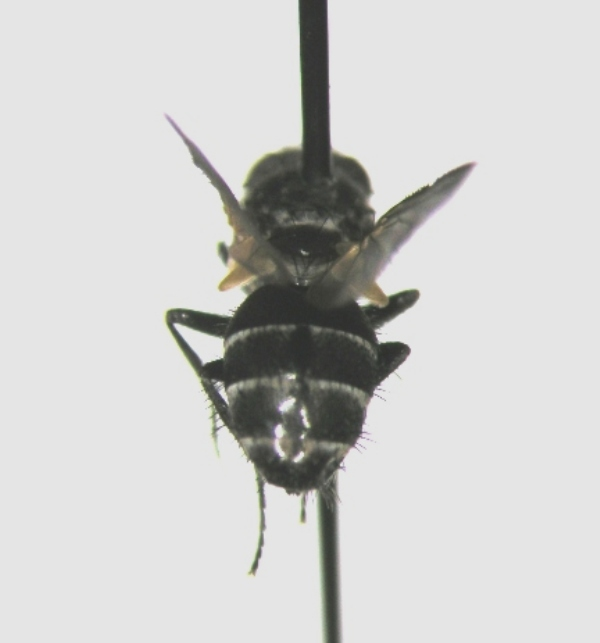
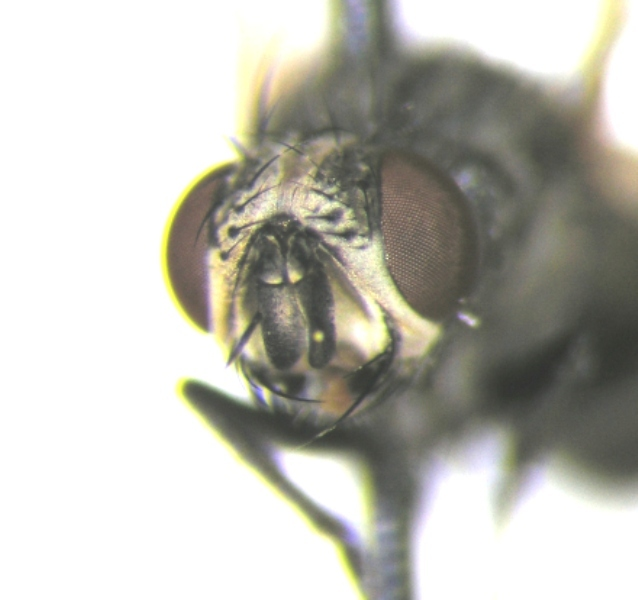
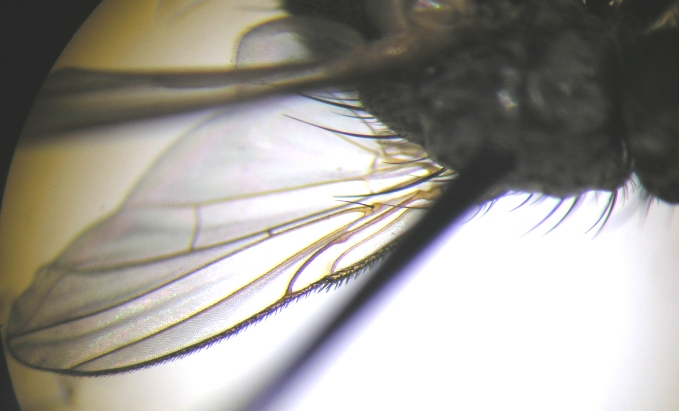